# جاش پارکر
جاش پارکر (انگلیسی: Josh Parker؛ زادهٔ ۱ دسامبر ۱۹۹۰) بازیکن فوتبال اهل بریتانیا است.
از باشگاه‌هایی که در آن بازی کرده‌است می‌توان به باشگاه فوتبال وایکام واندررز، باشگاه فوتبال نورث‌همپتون تاون، باشگاه فوتبال ای‌اف‌سی ویمبلدون، باشگاه فوتبال اولدهام اتلتیک، باشگاه فوتبال کویینز پارک رنجرز، باشگاه فوتبال آکسفورد یونایتد، باشگاه فوتبال ستاره سرخ بلگراد، باشگاه فوتبال داگنم و ردبریج، و باشگاه فوتبال آبردین اشاره کرد.
وی همچنین در تیم ملی فوتبال آنتیگوا و باربودا بازی کرده‌است.